# 高氏真锚参
高氏真锚参（学名：Euapta godeffroyi）为锚参科真锚参属的动物。分布于红海、东非、马达加斯加、马尔代夫、印度尼西亚、澳大利亚、菲律宾、夏威夷、关岛、新喀里多尼亚以及中国大陆的海南岛、西沙群岛等地，主要生活于珊瑚礁内有海草的沙底。该物种的模式产地在菲律宾群岛。